# Cârligi (okręg Neamț)
Cârligi – wieś w Rumunii, w okręgu Neamț, w gminie Ștefan cel Mare. W 2011 roku liczyła 377 mieszkańców.